# مفتاح الإقلاع / العزوف
مفتاح الإقلاع / العزوف (takeoff/go-around switch) (TO/GA؛ /ˈtoʊɡə/) هو مفتاح على الخانق التلقائي للطائرات الكبيرة الحديثة، مع وضعين: الإقلاع (TO) العزوف (GA). الوضع يعتمد على مرحلة الرحلة؛ عادة، عند الاقتراب من الأرض، سيتم تعيين الطيار الآلي على وضع الاقتراب، وبالتالي إذا تم الضغط على مفتاح (TO/GA)، فسيتم تنشيط وضع العزوف التلقائي(go-around mode)؛ على العكس من ذلك، عند ضبط الإقلاع على الطيار الآلي، يقوم المفتاح بتنشيط وضع الإقلاع (takeoff mode). في طائرة بوينغ، يتم تحديد أوضاع (TO/GA) من خلال مفتاح منفصل بالقرب من أذرع الخانق، ولكن في طائرات إيرباص يتم تنشيطها عن طريق دفع أذرع الدفع بالكامل للأمام إلى حاجز (TO/GA).

## اقلاع
بمجرد اصطفاف الطائرة، يقوم الطيارون أولاً بزيادة قوة المحرك إلى 40-60٪ N 1 (ضاغط منخفض الضغط RPM) على طائرات بوينغ، و 50٪ N 1 على طائرات إيرباص. يتم ذلك لمنع الاشتعال عند الإقلاع بسبب توقف الضاغط. بمجرد التأكد من استقرار المحركات، يقوم الطيارون إما بالضغط على مفتاح (TO/GA)، مما يتسبب في دفع رافعات الدفع تلقائيًا إلى إعداد الطاقة المناسب (على بوينغ)، أو دفع رافعات الدفع يدويًا إلى (TO/GA) ممسك (على إيرباص). (في طائرات إيرباص، إذا كانت قوة الإقلاع غير المقننة مطلوبة، فإن رافعات الدفع تتقدم بدلاً من ذلك إلى كاشف (FLX/MCT). في جميع الحالات، تزداد سرعات المحرك لتوفير قوة الإقلاع المحسوبة. تحدد أجهزة الكمبيوتر الخاصة بإدارة الرحلة على الطائرات الحديثة مقدار الطاقة التي تحتاجها المحركات للوصول إلى سرعة الإقلاع؛ يجب أخذ عدد من العوامل في الاعتبار، بما في ذلك طول المدرج وسرعة الرياح ودرجة الحرارة والأهم وزن الطائرة. في الطائرات القديمة تم إجراء هذه الحسابات من قبل الطيارين قبل الإقلاع. تتمثل ميزة وجود مثل هذا النظام في القدرة على تقليل التآكل في المحركات باستخدام نفس القدر من الطاقة المطلوب بالفعل لضمان وصول الطائرة إلى سرعة إقلاع آمنة.

## اذهب من حول
يتم ضبط إعداد ات استخدام العزوفية أثناء الاقتراب. إذا وجد الطيار أنه غير قادر على الهبوط بأمان، أو رأى أنه من الضروري العزوف لأي سبب من الأسباب، فإن تنشيط هذا المفتاح (الذي يتم وضعه عادةً على الجزء الخلفي من رافعات دواسة الوقود) سيزيد من قوة الدفع العزوف. الأهم من ذلك، أن مفتاح (TO/GA) يعدل وضع الطيار الآلي، لذلك لا يستمر في اتباع منحدر انزلاق نظام الهبوط الآلي (ILS) ويتجاوز أي وضع خنق تلقائي من شأنه أن يحافظ على الطائرة في تكوين الهبوط. على متن طائرات إيرباص، لا يؤدي ذلك إلى فصل الطيار الآلي ولكنه يتسبب في توقفه عن اتباع نظام نظام الهبوط بالأجهزة (ILS) وإجراء مناورة العزوف التلقائي. في حالة الطوارئ، غالبًا ما يكون استخدام مفتاح (TO/GA) هو أسرع طريقة لزيادة قوة الدفع لإلغاء الهبوط.
في بعض الطائرات، مفتاح (TO/GA) يأمر الطيار الآلي بالتحليق بنمط اقتراب ضائع، إذا تمت برمجة الطيار الآلي للقيام بذلك.